# Sporting Clube Ideal
El SC Ideal es un equipo de fútbol de Portugal que juega en la Primera División de las Azores, la quinta categoría de fútbol en el país.

## Historia
Fue fundado el 2 de febrero de 1931 en la ciudad de Ribeira Grande (Azores) de la isla de San Miguel y los colores y uniforme del club son similares a los del Sporting Clube de Portugal, aunque no tienen ninguna relación con ellos.
El club pasó jugando en las ligas distritales hasta que en la temporada 2014/15 ganaron el título de liga de las Azores y ganaron el ascenso por primera vez para jugar en el Campeonato Nacional de Seniores, su primera temporada jugando a nivel nacional.

## Palmarés
- Primera División de las Azores: 1

2014/15